# Pachycheta caucasica
Pachycheta caucasica är en tvåvingeart som beskrevs av Richter 1981. Pachycheta caucasica ingår i släktet Pachycheta och familjen parasitflugor. Inga underarter finns listade i Catalogue of Life.